# Giuseppe Guarnieri
Giuseppe Guarnieri (Offida, 20 aprile 1857 – Offida, 15 agosto 1918) è stato un medico italiano.

## Biografia
Nel 1888, ottenne la cattedra di Patologia generale presso l'Università di Pisa.
Negli anni in cui Robert Koch aveva da poco scoperto il bacillo tubercolare, Giuseppe Guarnieri, in collaborazione con Angelo Celli, si dedicò a studiarne il meccanismo di diffusione nell'ambiente.
Nel campo batteriologico fu tra i primi a stabilire che lo streptococco, batterio della erisipela, può diffondersi nell'organismo.
Allievo di quella scuola patologica di Roma diretta da Ettore Marchiafava Guarnierì portò notevoli contributi all'anatomia patologica del processo malarico e alla conoscenza della evoluzione del parassita nel sangue dell'ammalato.
Importantissimi furono inoltre i suoi studi in merito all'eziologia della infezione vaccinica e vaiolosa. Di quest'ultima scoprì la specificità delle inclusioni cellulari, cioè dei suoi citoryctes, lo stretto rapporto esistente tra le inclusioni stesse e lo svolgersi del processo morboso, i vincoli che intercorrono tra il vaiolo umano e quello vaccino.
Giuseppe Guarnieri morì il 15 agosto 1918 ad Offida (Ascoli Piceno).

## Pubblicazioni maggiori
- Bignami A. e Guarnieri G. - Ricerche sui centri nervosi di un amputato - A. Annali universali di medicina e chirurgia, Volume 286, Fascicolo 11 (nov, 1888), p. 366, su emeroteca.braidense.it.
- Celli A. e Guarnieri G. - Sull'intima struttura del plasmodium malariae - A. Annali universali di medicina e chirurgia, Volume 286, Fascicolo 11 (nov, 1888), p. 375, su emeroteca.braidense.it.
- Colasanti G. e Guarnieri G. - La glomerulo-nefrite nella rabbia sperimentale - Annali universali di medicina e chirurgia, Volume 285, Fascicolo 5 (mag, 1888), p. 371, su emeroteca.braidense.it.
- Guarnieri G. - Ricerche sulla etiologia dell'atrofia gialla acuta di fegato - Annali universali di medicina e chirurgia, Volume 286, Fascicolo 11 (nov, 1888), p. 363, su emeroteca.braidense.it.
- Sull'avvelenamento per cantaride. Nota di G. Guarnieri e R. Agostinelli - Annali di chimica medico-farmaceutica e di farmacologia, Volume 1, Fascicolo 2 (feb, 1885), p. 149, su emeroteca.braidense.it.